# Bootham Park Hospital
 (janvier 2022).
Le Bootham Park Hospital est un hôpital psychiatrique, situé dans le district de Bootham à York, en Angleterre. Il est géré par le Tees, Esk and Wear Valleys Foundation NHS Trust. Le bâtiment principal est un bâtiment classé Grade I.

## Histoire

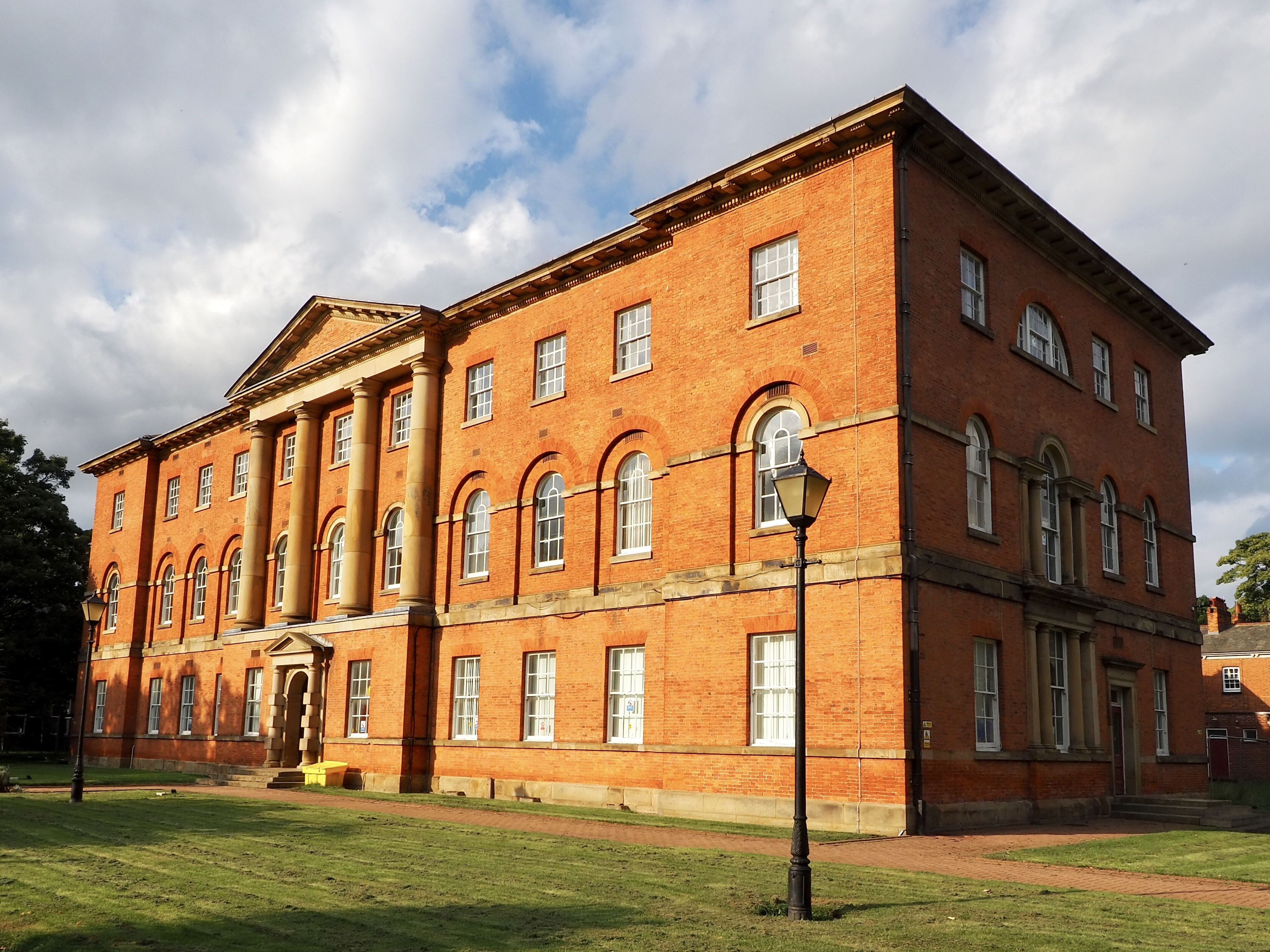
l'hôpital en 2021

En 1772, Robert Hay Drummond, l'archevêque d'York, décide avec « vingt-quatre messieurs du Yorkshire » d'établir un asile, connu sous le nom de « County Lunatic Asylum, York ». Un comité est établi et l'architecte John Carr est embauché avec un gage de 25 guinées. Le patron de Carr, le marquis de Rockingham, promet 100 guinées, et un total de 2 500 £ est souscrit. En juillet 1773, 5 000 £ ont été promis et le plan de Carr pour accueillir 54 patients est approuvé le 25 août. Le bâtiment a été achevé en 1777 .
Des critiques concernant le traitement des détenus à l'asile et la mort de Hannah Mills, qui est une quaker, conduisent la communauté quaker locale à fonder un nouvel asile connu sous le nom de The Retreat en 1790 . L'asile est devenu le Bootham Park Hospital en 1904  et il rejoint le National Health Service en 1948 .
Fin septembre 2015, le bâtiment de l'hôpital est déclaré inapte par la Commission de la qualité des soins, et ferme ,.